# Begonia grandis
Begonia grandis é uma espécie de planta com flor pertencente à família Begoniaceae. 
A autoridade científica da espécie é Dryand., tendo sido publicada em Transactions of the Linnean Society of London, Botany 1: 163. 1791.

## Portugal
Trata-se de uma espécie presente no território português, nomeadamente no Arquipélago dos Açores.
Em termos de naturalidade é introduzida na região atrás indicada.

## Protecção
Não se encontra protegida por legislação portuguesa ou da Comunidade Europeia.